# Leucheria suaveolens
- Wikispecies tiene un artículo sobre Leucheria suaveolens.

Leucheria suaveolens o "vanilla daisy" es una especie de planta con flor en la familia Asteraceae. Es monotípica dentro del género Leucheria.
Es endémica de las irredentas islas Malvinas.
Sus hábitats son arbustal templado, áreas de pastizales y costas rocosas.
Está amenazada por pérdida de hábitat.

## Sinonimia
- Clybatis Phil.
- Mimela Phil.

## Fuente
- Broughton, D.A. & McAdam, J.H. 2003. Leucheria suaveolens. 2006 IUCN Lista Roja de Especies Amenazadas; bajado 20 de julio de 2007